# Terence O'Connor
Pour les articles homonymes, voir O'Connor.
Terence James O'Connor, (13 septembre 1891-7 mai 1940) est un homme politique du parti conservateur au Royaume-Uni.

## Biographie
Né à Bridgnorth, Shropshire, O'Connor sert dans le Highland Light Infantry et la West African Frontier Force pendant la Première Guerre mondiale. Il est admis au barreau en 1919 et devient conseiller du Temple intérieur en 1936.
Il est élu à la Chambre des communes aux élections générales de 1924, en tant que député de Luton, mais perd son siège aux élections générales d'octobre 1929 face au candidat libéral, Leslie Burgin. Il est nommé conseiller du roi cette année-là.
O'Connor est réélu au Parlement sept mois plus tard lors d'une élection partielle dans la circonscription centrale de Nottingham et occupe le siège jusqu'à sa mort en 1940, à l'âge de 48 ans.
Au moment de sa mort, il est solliciteur général, poste qu'il occupait depuis 1936.